# Themelium conjunctisorum
Themelium conjunctisorum är en stensöteväxtart som först beskrevs av Bak., och fick sitt nu gällande namn av Barbara S. Parris. Themelium conjunctisorum ingår i släktet Themelium och familjen Polypodiaceae. Inga underarter finns listade.